# ユーレカ郡 (ネバダ州)
ユーレカ郡（英: Eureka County [ju(ː)əˈriːkə]、カタカナ表記についてはEurekaに示すように様々なものがある）は、アメリカ合衆国ネバダ州の郡である。2010年国勢調査での人口は1,987人である。郡庁所在地はユーレカである。
ユーレカ郡はエルコ小都市圏に属している

## 歴史
ユーレカ郡はオースティンの100マイル (160 km) 以上東で銀が発見された後の1873年に、ランダー郡から分離して設立された。新しい銀鉱山キャンプの住人が郡に対する手続を行うためにランダー郡の郡庁所在地だったオースティンがあまりに遠すぎると苦情を言ったので、新しい郡が設立された。郡名は古代ギリシャの言葉「ユーレカ」に因む物であり、「私がそれを見付けた」という意味である。この言葉はカリフォルニア州など他地域でも既に使われていた。郡創設以来ユーレカ市が郡庁所在地である。

## 地理
アメリカ合衆国国勢調査局に拠れば、郡域全面積は4,180平方マイル (10,826 km2)であり、このうち陸地は4,176平方マイル (10,816 km2)、水域は4平方マイル (10 km2)で水域率は0.10%である。

### 隣接する郡
- エルコ郡 - 北、北東
- ホワイトパイン郡 - 東
- ナイ郡 - 南
- ランダー郡 - 西

### 国立保護地域
- トイヤベ国立の森（部分）

## 人口動態
以下は2000年国勢調査による人口統計データである。
| 基礎データ - 人口: 1,651人 - 世帯数: 666 世帯 - 家族数: 440 家族 - 人口密度: 0.15人/km2（0.39人/mi2） - 住居数: 1,025軒 - 住居密度: 0.09軒/km5（0.25/mi2） 人種別人口構成 - 白人: 80.41% - アフリカン・アメリカン: 2.09% - ネイティブ・アメリカン: 1.82% - アジア人: 4.28% - 太平洋諸島系: 0.46% - その他の人種: 7.67% - 混血: 3.28% - ヒスパニック・ラテン系: 16.58% 年齢別人口構成 - 18歳未満: 27.8% - 18-24歳: 5.2% - 25-44歳: 28.6% - 45-64歳: 25.9% - 65歳以上: 12.4% - 年齢の中央値: 38歳 - 性比（女性100人あたり男性の人口） - 総人口: 106.6 - 18歳以上: 113.2 | 世帯と家族（対世帯数） - 18歳未満の子供がいる: 33.0% - 結婚・同居している夫婦: 56.5% - 未婚・離婚・死別女性が世帯主: 5.0% - 非家族世帯: 33.9% - 単身世帯: 29.1% - 65歳以上の老人1人暮らし: 9.9% - 平均構成人数 - 世帯: 2.47人 - 家族: 3.08人 収入と家計 - 収入の中央値 - 世帯: 41,417米ドル - 家族: 49,438米ドル - 性別 - 男性: 45,167米ドル - 女性: 25,000米ドル - 人口1人あたり収入: 18,629米ドル - 貧困線以下 - 対人口: 12.6% - 対家族数: 8.9% - 18歳未満: 11.7% - 65歳以上: 16.4% |

## 都市と町
- ユーレカ（郡庁所在地）
- エミグラントパス
- クレセントバレー
- ベイアワーウィー
- パリセード